# Cheironitis scabrosus
Cheironitis scabrosus är en skalbaggsart som beskrevs av Fabricius 1776. Cheironitis scabrosus ingår i släktet Cheironitis och familjen bladhorningar. Inga underarter finns listade i Catalogue of Life.

## Bildgalleri

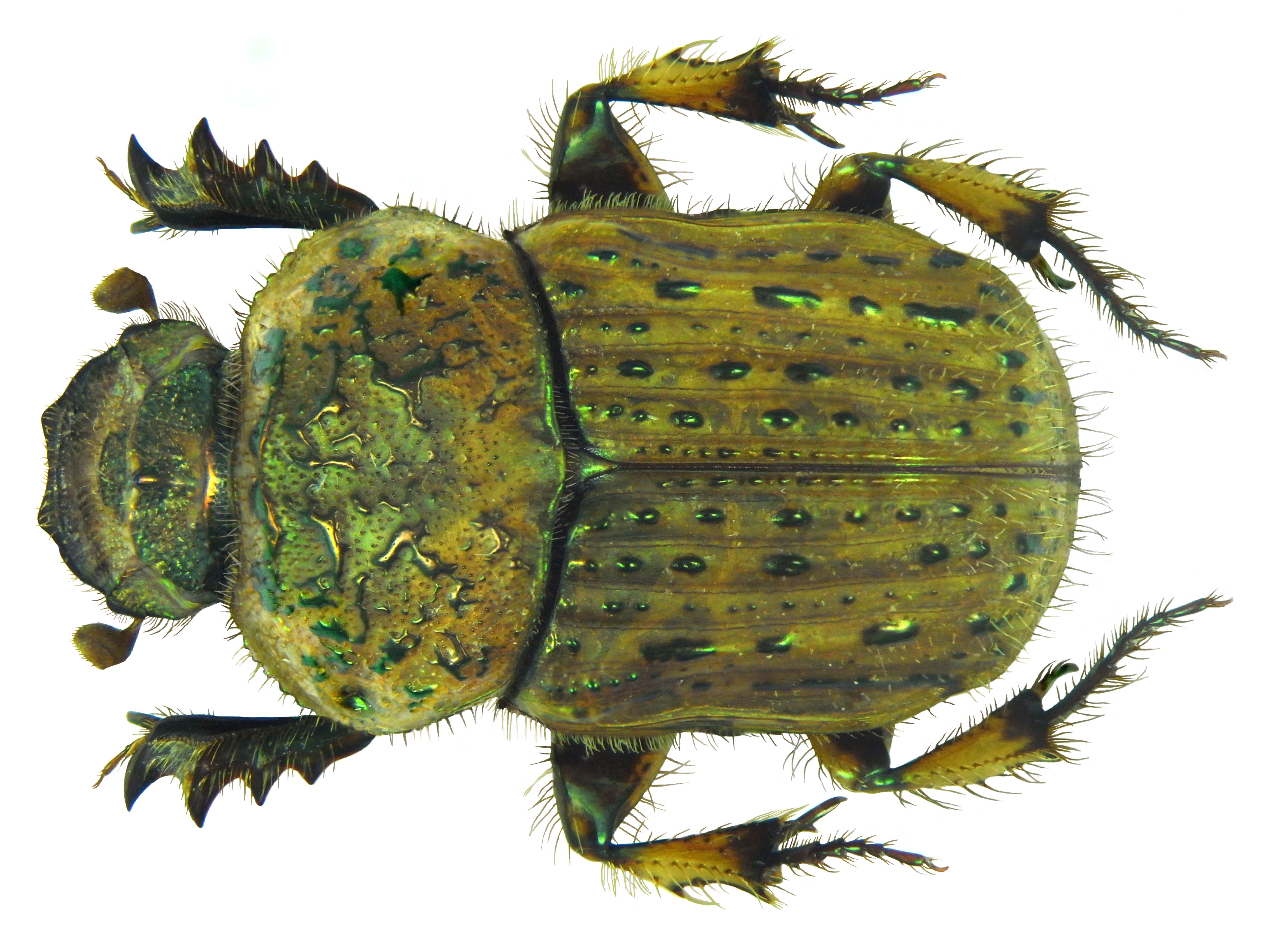